# La Trinidad
La Trinidad er en by på øen Luzon, Filippinerne. I 2000 havde La Trinidad 68.000 indbyggere fordelt på omkring 14 000 husholdninger. Byen er hovedstad i provinsen Benguet.

## Barangays
La Trinidad er delt ind i 16 barangayer.
| - Alapang - Alno - Ambiong - Bahong - Balili - Beckel - Bineng - Betag | - Cruz - Lubas - Pico - Poblacion - Puguis - Shilan - Tawang - Wangal |